# GRB 060614

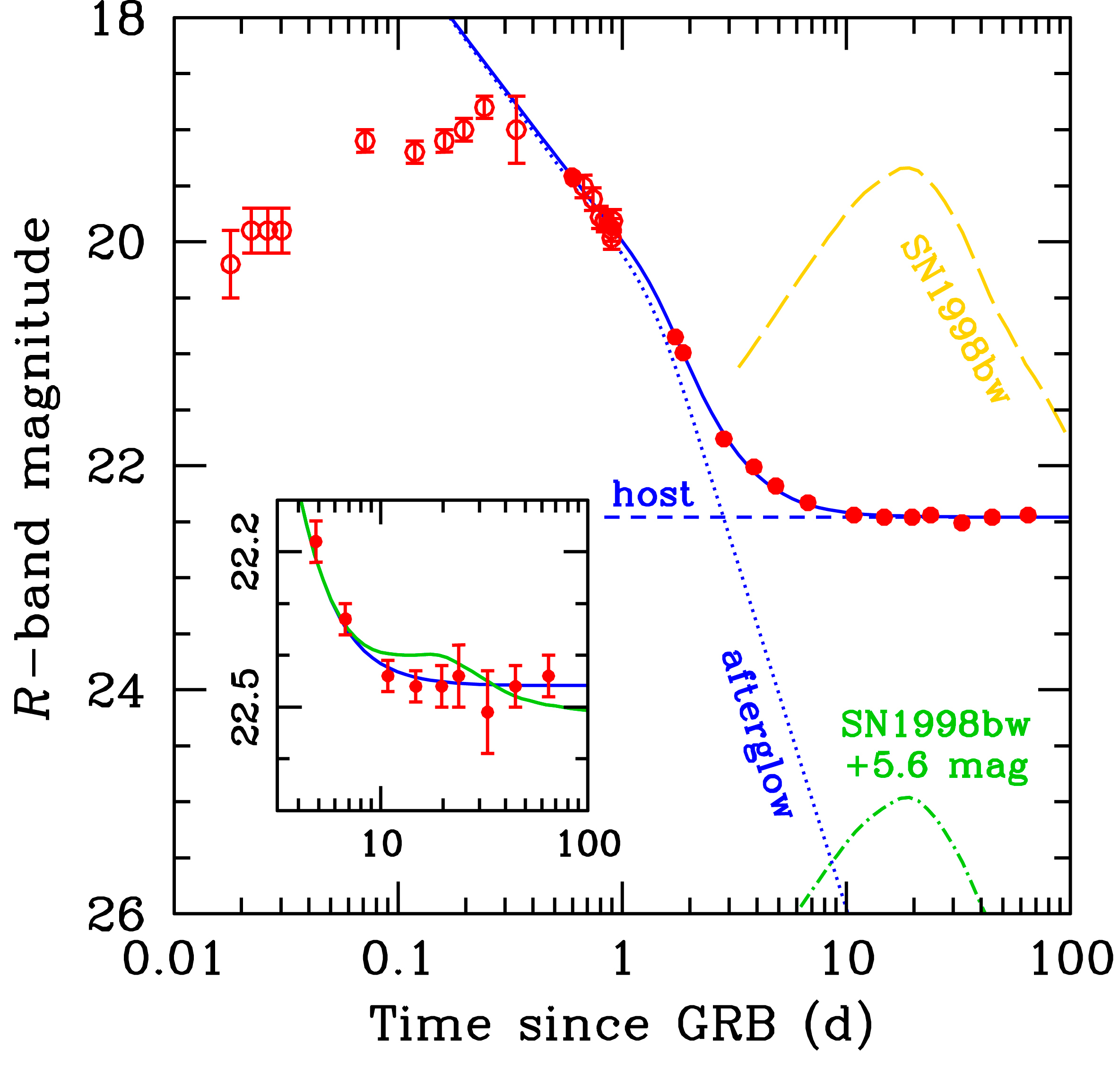
Кривая блеска оптического излучения от GRB 060614

GRB 060614 — гамма-всплеск, обнаруженный 14 июня 2006 года орбитальной обсерваторией Swift. Необычные свойства этого всплеска поставили под сомнение сложившийся к тому моменту научный консенсус относительно предшественников гамма-всплесков и чёрных дыр.
Все обнаруженные ранее гамма-всплески делились на две категории: длинные (более двух секунд) и короткие. Предполагаемым источником длинных всплесков являются очень удалённые от Земли массивные звезды в момент коллапсирования в чёрную дыру. Такой механизм образования гамма-всплеска предполагает, что за ним должна последовать вспышка сверхновой. Возможными источниками коротких всплесков назывались слияние двух нейтронных звезд с образованием чёрной дыры, слияние нейтронной звезды и чёрной дыры, или слияние двух черных дыр. Кроме длительности всплеска категории также различаются средней энергией (частотой) гамма-квантов, у коротких всплесков она значительно выше.
GRB 060614 не вписывался в имевшуюся картину наблюдений. Длительность гамма-всплеска составила 102 секунды, рентгеновское послесвечение длилось более недели. Он был зафиксирован в галактике в созвездии Индейца, удалённой на 1,6 миллиарда световых лет от Земли. Временная протяженность GRB 060614 свидетельствовала о его принадлежности к категории длинных всплесков. Доминирующая теория длинных всплесков предсказывала обнаружение массивной сверхновой при оптических наблюдениях. Однако ни одна из обсерваторий, наблюдавших этот регион неба, не обнаружила ни сверхновой, ни спектральных подписей атомов никеля-56, которые должны образовываться при коллапсировании звезды. Родительская галактика источника GRB 060614 невелика (около одной сотой веса Млечного Пути) и содержит крайне мало звёзд, которые могли бы стать сверхновой или источником длинного всплеска.
В то же время GRB 060614 согласно данным наблюдений можно разделить на две части: первоначальный импульс длительностью менее 5 секунд из высокоэнергетичных гамма-квантов и последующий поток протяжённостью почти 100 секунд из гамма-квантов с меньшей энергией. Уже имевшиеся на тот момент наблюдения коротких всплесков с подобной картиной излучения могли бы дать повод причислить GRB 060614 к тому же классу, однако он был примерно в 8 раз мощнее.
21 декабря 2006 года журнал Nature опубликовал четыре статьи, посвящённые GRB 060614.
Израильские астрономы Алон Реттер и Шломо Хеллер предполагают, что данный аномальный гамма-всплеск был наблюдением белой дыры.